# Noguchiphaea
Noguchiphaea is een geslacht van libellen (Odonata) uit de familie van de beekjuffers (Calopterygidae).

## Soorten
Noguchiphaea omvat 2 soorten:
- Noguchiphaea mattii Do, 2008
- Noguchiphaea yoshikoae Asahina, 1976